# Oprtalj
Oprtalj (wł. Portole) – wieś w Chorwacji, w żupanii istryjskiej, siedziba gminy Oprtalj. W 2011 roku liczyła 79 mieszkańców.
Pierwszymi mieszkańcami osady byli Ilirowie. Następnie podbili ją Rzymianie. Najwięcej zabytków pochodzi ze średniowiecza i renesansu, kiedy to miastem rządzili od 1290 do 1420 patriarchowie Akwilei, a później od 1420 Wenecjanie. Do dzisiaj zachowały się mury miejskie i stare renesansowe uliczki.

## Przypisy

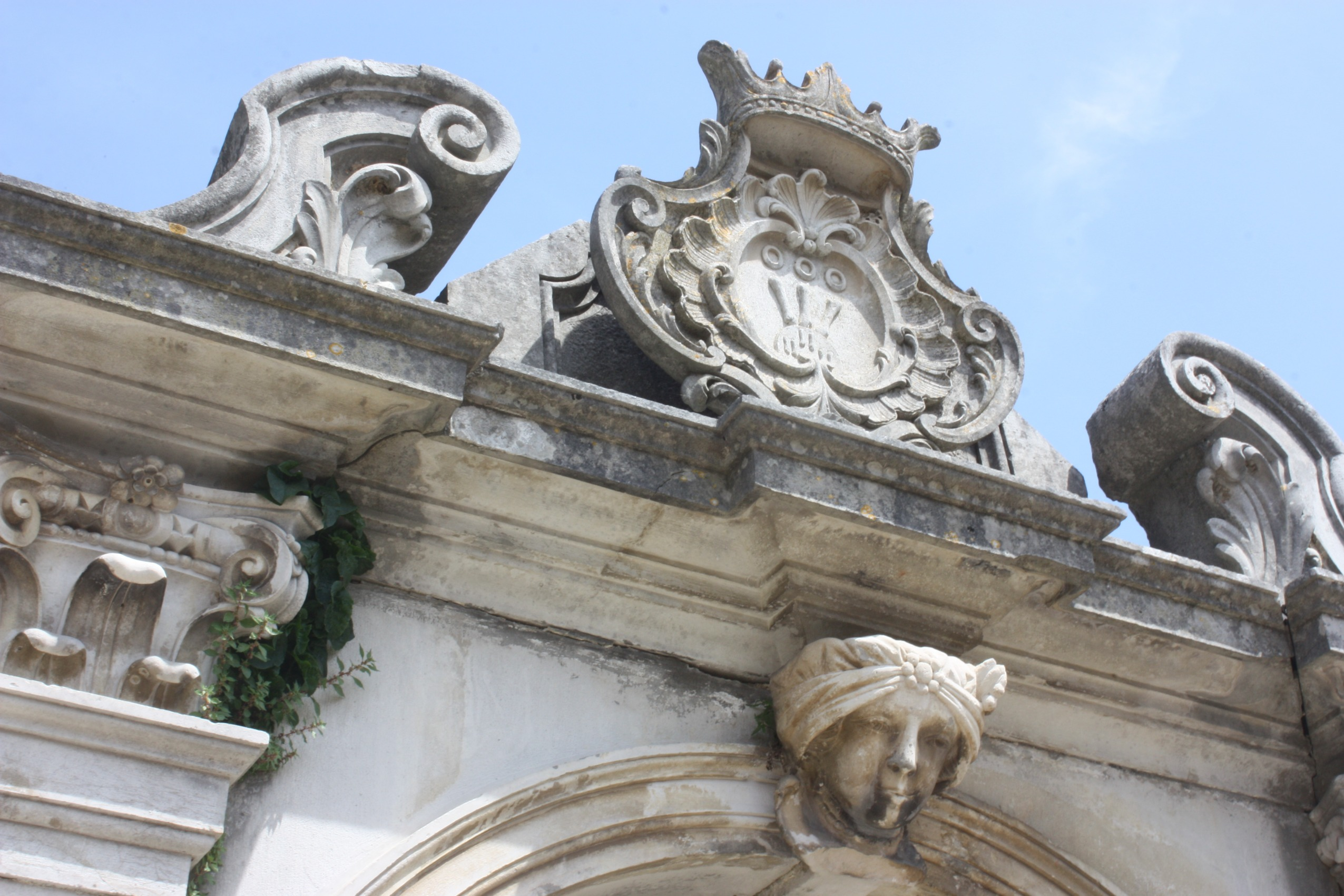
Brama z herbem hr. Milossa